# Красноголовая аратинга
Красноголовая аратинга (лат. Psittacara erythrogenys) — птица семейства попугаевых.

## Внешний вид
Длина тела 33 см. Основная окраска зелёная, иногда с редким вкраплением красных перьев. Темя, лоб и бока головы красные. Оперение крыла в средней части внутренней стороны и лопатки красного цвета. Неоперённая зона вокруг глаз белая. Клюв телесного цвета. Радужка жёлтая. Самки и самцы окрашены одинаково.

## Распространение
Обитает на юго-западном побережье Эквадора и севере Перу.

## Образ жизни
Селятся в засушливых районах, живут стаями от 6 до 10 птиц. Это кочевые, шумные и заметные птицы.

## Размножение
Гнездятся обычно в дуплах деревьев. В кладке бывает от 3 до 4 яиц. Самка насиживает кладку 23—24 дня. Примерно в 2-месячном возрасте оперённые птенцы покидают гнездо.